# Quintus Antistius Labeo
Quintus Antistius Labeo (1. század) római jogász.
Augustus alatt élt, híres jogász volt, ő alapította meg az úgynevezett proculianus iskolát. Irodalmi működése állítólag 400 könyvre terjedt, melyekből számos kivonat található a Digestákban.